# A面で恋をして/イエロー・サブマリン音頭 (特別変)
『A面で恋をして / イエロー・サブマリン音頭（特別変）』（Aめんでこいをして イエロー・サブマリンおんど とくべつへん）は、2022年8月3日に発売されたナイアガラ・トライアングル（大滝詠一、佐野元春、杉真理）のシングル。

## 解説
本作は、大滝詠一が、”大瀧詠一”名義で作詞・作曲し、数多くのカバーバージョンが存在するスタンダードナンバー「夢で逢えたら」と、CMソングとして使用されたのを受け、アルバム『A LONG VACATION』からリカットとなる「FUN×4」の2曲を収録した７インチ・シングルと同時リリースされた。
「A面で恋をして」は、1981年にリリースされたシングルの表題曲。1982年に発表されたアルバム『NIAGARA TRIANGLE Vol.2』にも収録されており、2022年3月21日に発売された『NIAGARA TRIANGLE Vol.2 40th Anniversary Edition』からのリカットという形で、シングル・バージョンがアナログにてリリースされた。
カップリングには、同時期にラジオ特番でのみ披露された金沢明子「イエロー・サブマリン音頭」の別バージョン「イエロー・サブマリン音頭（特別変）」を収録。この組み合わせは大滝詠一本人も妄想したことがあるという。

## パッケージ、アートワーク
ジャケット・デザインは、「A面で恋をして」が1981年にリリースされたオリジナル盤と同じデザインになっており、ジャケット裏面は「イエロー・サブマリン音頭（特別変）」（金沢明子）のジャケットがオリジナル・シングルのジャケットからリデザインされたものが使用されている。
Sony Music Studios Tokyoによる2022年版カッティング。本作は「夢で逢えたら / FUN×4」同様、1982年リリースの「DOWN TOWN / パレード」、1994年リリースの「パレード / DOWN TOWN」以来となる“NIAGARA FOREVER GREEN SERIES”としてグリーン・レーベル仕様でリリースされた。

## ミュージック・ビデオ
2022年、『NIAGARA TRIANGLE Vol.2』の発売40周年を記念して、「A面で恋をして」のオフィシャル・ミュージックビデオが3月16日12:00にYouTubeで公開された。MVにはナイアガラ・レーベルのファンである江口寿史のイラストが使用され、江口のマンガ「ストップ!! ひばりくん!」のキャラクターなども登場する。MV制作は日本のポップミュージックに造詣が深く、大滝作品のファンである、シンガポール在住インドネシア人の映像クリエイター・Ardhira Putraが担当し、海外からの視点で1980年代のジャパニーズカルチャーをオマージュした、エキゾチックな映像となっている。

## 収録曲

### Side A
1. A面で恋をして / ナイアガラ・トライアングル
  - 作詞：松本隆   作曲：大瀧詠一
  - Arranger：Bannai Tarao

### Side B
1. イエロー・サブマリン音頭（特別変） / 金沢明子
  - 作詞：John Lennon · Paul McCartney   訳詞：松本隆
  - 作曲：John Lennon · Paul McCartney
  - Arranger：Hiroaki Hagiwara
  - Licensed by Victor Entertainment

## リリース日一覧
| 地域 | タイトル                                           | リリース日     | レーベル                         | 規格                 | カタログ番号 | 備考                                                    |
| ---- | -------------------------------------------------- | -------------- | -------------------------------- | -------------------- | ------------ | ------------------------------------------------------- |
| 日本 | A面で恋をして / さらばシベリア鉄道                 | 1981年10月21日 | NIAGARA ⁄ CBS/SONY               | 7"シングル・レコード | 07SH 1077    | 両A面シングル                                           |
| 日本 | A面で恋をして / イエロー・サブマリン音頭（特別変） | 2022年8月3日   | NIAGARA ⁄ Sony Music Labels Inc. | 7"シングル・レコード | SRKL 3051    | グリーン・レーベル仕様、両A面シングル。完全生産限定盤。 |